# Caterham CT01
A Caterham CT01 egy Formula–1-es versenyautó, melyet a Caterham F1 Team használt a 2012-es Formula–1 világbajnokság során. Pilótái Heikki Kovalainen és Vitalij Petrov voltak.

## Áttekintés
A Mike Gascoyne felügyelete alatt tervezett CT01-es volt a csapat első, Caterham néven bemutatott autója, miután az előző évben még Team Lotusként versenyző csapat nevet váltott. Külsőre ez nem járt feltűnő különbségekkel, a festés megmaradt az előző évben használt. A kasztni jellegzetessége az orr-részen található lépcső, amely miatt kacsacsőr-szerű lett - az új szabályok szerint biztonsági okokból alacsonyra kellett helyezni az orrkúpot, de aerodinamikai szempontból a magasabb fekvés volt kedvező.
Az autóba már bekerült a kinetikus energia-visszanyelő rendszer (KERS). Ennek ellenére sem nyújtott sokkal jobb teljesítményt, mint az előző évben, ezért a brit nagydíjtól fejlesztések érkeztek, melyek sajnos szintén nem váltak be.

## A szezon
Eredetileg úgy volt, hogy a Kovalainen-Trulli versenyzőpárossal kezdik meg ezt az évet is, ám a jerezi első teszt után váratlanul lecserélték Trullit Petrovra. Trulli egy 2020-as interjúban úgy nyilatkozott, hogy a cseréjét tulajdonképpen ő maga kérte már az előző év közepétől kezdve, ugyanis úgy érezte, hogy a csapatnál semmilyen érdemi munka nem történik, ami az előrelépést szolgálná.
Az autó továbbra is a legjobb volt a 2010-ben debütált három új csapat közül, és a középmezőnyt is sikerült megközelíteniük, de nem eléggé. Ugyanakkor képesek voltak versenyeken a közvetlenül előttük álló Toro Rosso csapatával csatázni. Csapaton belül Kovalainennek hullámzó szezonja volt, Petrov érte el a jobb eredményeket, csak az ő brazil nagydíjon elért 11. helyezésének volt köszönhető, hogy a csapat továbbra is az alsóház legjobbja maradt.

## Eredmények
| Év   | Csapat      | Motor             | Gumik | Pilóták           | 1   | 2   | 3   | 4   | 5   | 6   | 7   | 8   | 9   | 10  | 11  | 12  | 13  | 14  | 15  | 16  | 17  | 18  | 19  | 20  | Pontok | Helyezés |
| ---- | ----------- | ----------------- | ----- | ----------------- | --- | --- | --- | --- | --- | --- | --- | --- | --- | --- | --- | --- | --- | --- | --- | --- | --- | --- | --- | --- | ------ | -------- |
| 2012 | Caterham F1 | Renault RS27-2012 | P     |                   | AUS | MAL | CHN | BHR | ESP | MON | CAN | EUR | GBR | GER | HUN | BEL | ITA | SIN | JPN | KOR | IND | ABU | USA | BRA | 0      | 10.      |
| 2012 | Caterham F1 | Renault RS27-2012 | P     | Heikki Kovalainen | KI  | 18  | 23  | 17  | 16  | 13  | 18  | 14  | 17  | 19  | 17  | 17  | 14  | 15  | 15  | 17  | 18  | 13  | 18  | 14  | 0      | 10.      |
| 2012 | Caterham F1 | Renault RS27-2012 | P     | Vitalij Petrov    | KI  | 16  | 18  | 16  | 17  | KI  | 19  | 13  | NI  | 16  | 19  | 14  | 15  | 19  | 17  | 16  | 17  | 16  | 17  | 11  | 0      | 10.      |

## Forráshivatkozások
1. ↑  Team Lotus Notes: Final Edition. web.archive.org, 2012. január 8. [2012. január 8-i dátummal az eredetiből archiválva]. (Hozzáférés: 2023. október 27.)
2. ↑  http://www.autosport.com/news/report.php/id/95874
3. ↑  Caterham F1 Team - British Grand Prix View. web.archive.org, 2012. július 6. [2012. július 6-i dátummal az eredetiből archiválva]. (Hozzáférés: 2023. október 27.)
4. ↑  „Caterham dump Trulli for Petrov”, BBC Sport (Hozzáférés: 2023. október 27.) (brit angol nyelvű)
5. ↑  „Podcast: Sainz és Ricciardo új csapathoz, Trulli hozzánk igazolt” (hu-HU nyelven).